# Metacucujus transvenosi
Metacucujus transvenosi is een keversoort uit de familie Boganiidae. De wetenschappelijke naam van de soort is voor het eerst geldig gepubliceerd in 1991 door Endrody-Younga.